# ニルス・ボーリン
ニルス・イーヴァル・ボーリン（Nils Ivar Bohlin、1920年7月17日 - 2002年9月26日）は、スウェーデンの機械工学者である。ボルボに勤務していた時に3点式シートベルトを発明した。

## 生涯
ヘルネサンドで生まれ、1939年にヘルネサンド中等学校(Läroverk)で機械工学のディプロマを取得した。
1942年に航空機メーカーのサーブに入社して航空機の設計者となり、射出座席の開発に関わった。1958年にボルボに転職した。ボルボでは、SAABで射出座席の開発に関わった経験からシートベルトの改良に取り組み、1959年に3点式シートベルトを発明した。1969年にはボルボの中央研究開発部門長となった。1985年にボルボを退職した。
2002年9月26日に心臓発作により82歳で死去した。遺体はエステルイェータランド県ユドレ市ラムファルのトルパ教会に埋葬された。

## 受賞歴
- 1974年 - SAE International ラルフ・H・イスブラント自動車安全工学賞
- 1989年 - 安全衛生の殿堂
- 1995年 - スウェーデン王立工学科学アカデミー（英語版） 金メダル
- 1999年 - 自動車殿堂[1]
- 2002年 - 全米発明家殿堂

## 私生活
ボーリンはMaj-Britt Bohlinと結婚し、Maj-Brittと前夫の間の2人の息子の継父となった。その後、Maj-Brittとの間に2人の子供をもうけた。